# Алларгентум
Алларге́нтум — достаточно редкий минерал, относится к сульфидам. Назван от греческого «allos» (рус. «другой») и латинского argentum (рус. «серебро»). Минерал имеет достаточно высокую плотность и формулу Ag1 − xSbx (x = 0,09—0,16).